# Le Signe du Lion
Le Signe du Lion és un film francès, escrit i dirigit per Éric Rohmer el 1959, tot i que no va ser estrenat fins al 1962. Va ser el primer llargmetratge de Rohmer.

## Argument
Pierre Wesserlin, compositor musical de vida bohèmia està esperant rebre una herència d'una seva tia. Per celebrar l'esdeveniment demanar una vegada més diners al seu amic Jean-François, que és periodista. Acaba la vetllada a Montmartre, força ebri, on llegirà el seu horòscop que li diu que patirà temps difícils fins al mes d'agost, després li arribarà una sort inesperada, l'explicació es deu als astres que van en retard. I així sembla, ja que es veu desheretat i la fortuna que esperava anirà a parar a mans del seu cosí Christian. Mentrestant en Pierre es queda mendicant pels carrers de París, en ple estiu i sense cap amic ni conegut, ja que tots són fora o de vacances. El protagonista canvia d'hotel, busca feina als afores, sense resultat. La seva situació es va degradant i acaba vivint com un vagabund. La mort d'accident del seu cosí Christian el farà hereu, però la correspondència no li arriba pas. De tornada a París el seu amic Jean-François intenta seguir la seva pista. Finalment el retrobarà a Saint-Germain on escolta la seva música entonada junt amb un altre rodamón. L'horòscop del signe de lleó no s'havia pas equivocat.

## Repartiment
- Jess Hahn: Pierre Wesserlin
- Van Doude: Jean-François Santeuil
- Michèle Girardon: Dominique Laurent
- Jean Le Poulain: vagabund
- Paul Bisciglia: Willy
- Gilbert Edard: Michel Caron
- Jill Olivier: Cathy
- Sophie Perrault: Chris
- Christian Alers: Philippe
- Paul Crauchet: Fred
- Stéphane Audran: messtressa de l'hotel
- Françoise Prévost: Hélène
- Véra Valmont: dona de Nanterre
- Jean-Luc Godard: melòman
- Malka Ribowska: mare dels dos nens
- Macha Méril: noia rossa del 14 juliol

## Al voltant de la pel·lícula
Le Signe du Lion és una producció característica de la Nouvelle vague, produïda per Claude Chabrol, realitzada en set setmanes, en interiors i exterior naturals. Com Rohmer, altres realitzadors d'aquest moviment van rodar els seus primers films en aquest període i amb París com a ciutat de fons: Truffaut (Les Quatre cents coups), Chabrol (Les Cousins), Godard (À bout de souffle), Rivette (Paris nous appartient). Compartien un estil de producció caracteritzat pel baix pressupost, espontaneitat, període rodatge breu i fora dels estudis, amb il·luminació natural.